# Clubiona microsapporensis
Clubiona microsapporensis är en spindelart som beskrevs av Mikhailov 1990. Clubiona microsapporensis ingår i släktet Clubiona och familjen säckspindlar. Inga underarter finns listade i Catalogue of Life.